# Jacob Kornerup

Jacob Kornerup (født 19. november 1825 i Roskilde, død 9. marts 1913 sammesteds) var en dansk arkitekturmaler og arkæolog, far til maleren Ebbe Kornerup.
Jacob Kornerup blev født i Roskilde som søn af købmand Ebbe Kornerup og Inger født Brynniche. Begge forældrene tilhørte ansete slægter med stærke rødder i domkirkebyen. Kornerup dimitterede i 1845 fra Roskilde Katedralskole, men forlod straks studierne for at følge sin interesse for tegne- og malerkunst, i hvilke fag han i 1852 vandt Kunstakademiets lille sølvmedalje, og i 1853 dets store sølvmedalje.
I de følgende år udvikledes Kornerups kunstneriske sans ved rejser til Tyskland, Italien og Østrig, til dels med arkitekt Ferdinand Meldahl, ligesom han en del år senere gennemrejste Spanien og Frankrig. I 1851 havde han med arkitekt Johan Daniel Herholdt besøgt Gulland, men særlig havde han dog gennemrejst sit eget fædreland for at gøre sig bekendt med dets fortidsminder, af hvilke navnlig de arkitektoniske mindesmærker havde vakt hans opmærksomhed og interesse. Blandt de talrige afbildninger af vore monumenter, der foreligger udførte af Kornerup, må fremhæves flere dygtige raderinger. Oldsagmuseet og direktionen for mindesmærkernes bevaring fandt i det hele en nidkær medhjælper i ham.
Kornerups bopæl i Roskilde bragte ham i nært forhold til Roskilde Domkirke og til de omfattende restaureringsarbejder, denne siden 1858 undergik. Han har sin del af fortjenesten for den omhyggelige måde, hvorpå dette første forsøg på en rationel restaurering af en af vore gamle domkirker gennemførtes, og han har senere ydet virksom bistand over for andre kirkerestaureringer (bl.a. Sorø, Fjenneslev, Vor Frue i Kalundborg), ligesom han i væsentlig grad har fortjenesten af fremdragelsen og undersøgelsen af vore kalkmalerier fra middelalderen. I Oldskriftselskabets tidsskrifter findes mange afhandlinger af Kornerup om kirkelige mindesmærker. 2. bind af folioværket Danske Mindesmærker indeholder en af ham forfattet beskrivelse af Roskilde Domkirke (1877). Han foretog i 1875 med ministeriel understøttelse en rejse i Tyskland for at granske kunstminder fra middelalderen. Kornerup bidrog til 1., 2. og 3. udgave af Trap Danmark og til J.P. Traps værk om Slesvig (1864).
På sine ældre dage spillede han en rolle som lokalhistoriker. I 1892 udkom hans bog Roskilde i gamle Dage og i 1907 Roskilde Minder. Han var æresmedlem af Historisk Samfund for Kjøbenhavns Amt.
Kornerup blev i 1871 udnævnt til titulær professor, blev 1877 Ridder af Dannebrog og 1892 Dannebrogsmand. Han ægtede 16. juni 1869 Augusta Madsen i København. Augusta blev født 9. marts 1846. Hun var datter af vognfabrikant August Frederik Madsen og hustru Birgitte Jørgensen.
Han er begravet i fødebyen.